# La Masia
La Masia de Can Planes, abreviado para La Masia, é um termo usado para as categorias de base do clube catalão FC Barcelona. Vem sendo um fator significativo no sucesso  do clube e já produziu diversos jogadores de classe mundial, como Messi, Xavi, Iniesta, Puyol, Piqué, Busquets e muitos outros.
La Masia também é o nome das instalações de treinamento de futebol do FC Barcelona, originalmente localizadas perto do Camp Nou, no distrito de Les Corts, em Barcelona. O edifício original em si era uma antiga residência rural (em catalão: masia) construída em 1702, e uma vez que Camp Nou foi inaugurado em 1957, o prédio foi remodelado e ampliado para ser a sede do clube. Com o crescimento gradual do clube, o prédio ficou pequeno demais para ser a sede e, em 20 de outubro de 1979, La Masia foi convertido em dormitório para jovens jogadores do Barcelona. Em 30 de junho de 2011, o edifício deixou de abrigar os jogadores da academia. Em uma cerimônia, as portas foram fechadas e a Ciutat Esportiva Joan Gamper assumiu a função de centro residencial dos jogadores.

Em 2010, Barcelona e La Masia fizeram história ao ter seus três principais jogadores formados na base: Messi, Xavi e Iniesta, concorrendo ao Prêmio FIFA Ballon d'Or de Melhor Jogador do Mundo em 2010, com Messi vencendo o prêmio. 